# Spit
Spit，另名為Speed，是一個考驗敏捷度的撲克牌遊戲，為兩人遊戲。

## 遊戲規則
兩人分別發下26張撲克牌(不含鬼牌)，或27張撲克牌(含鬼牌)，排成五個己方牌列，明牌在上，第一個排列有1張明牌，第二個排列有1張明牌、1張暗牌，第三個排列有1張明牌、2張暗牌，第四個排列有1張明牌、3張暗牌，第五個排列有1張明牌、4張暗牌，剩下的牌放到自己的右手邊牌堆，開始時，由自己右手邊牌堆打出一張牌，接下來分別用撲克牌來接牌，2可接A或3，A可接K或2，K可接A或Q，Q可接K或J，J可接Q或10，以此類推，把牌打出去後要盡快翻牌，另外，同樣的牌號可重疊在牌列上(如7可放在7上)。如果雙方皆沒牌可出，則要從自己的右手邊牌堆再打出1張牌，若右手邊排堆沒牌了，則讓對手打牌即可。
在自己的排列中完全沒牌時，你就得以從中央的兩個牌堆中挑選一個，盡量挑選牌量較少的牌堆，而對手則要選擇另一個牌堆並把自己在牌列中的牌也收回去，雙方皆不可洗牌。當一位玩家完全沒牌時即獲勝。

## 有鬼牌時的規則
若有鬼牌，則規則如下：若一開始打出來的牌是鬼牌，那可接任意一張牌，若是在中途出鬼牌，可接其前一張牌之牌點±1點、±2點，或是0點。若在前張為鬼牌和下一張為鬼牌時，可接其前一張牌之牌點±1點、±2點、±3點，或是0點。